# Exyston pratorum
Exyston pratorum är en stekelart som först beskrevs av Woldstedt 1874.  Exyston pratorum ingår i släktet Exyston och familjen brokparasitsteklar. Arten är reproducerande i Sverige. Inga underarter finns listade i Catalogue of Life.